# 高桥镇 (廉江市)
高桥镇是中华人民共和国广东省湛江市廉江市下辖的一个乡镇级行政单位。，位于广东省西南部、粤桂两省三市交界处。
高桥境内有中国最大的红树林连片生长基地——高桥红树林，为广东湛江红树林国家级自然保护区的重要部分。

## 行政区划
高桥镇下辖以下地区：
新桥社区、德耀村、平垌村、红寨村、坡督村、大冲村、李村、高桥村、平山岗村和红江农场。